# Kampioenen in Afrika
Kampioenen in Afrika is het 33ste album in de stripreeks van FC de Kampioenen. Het album is uitgekomen in juli 2004 bij Standaard Uitgeverij. Hec Leemans tekende de strip met medewerking van Tom Bouden.

## Verhaal
Het verhaal begint in de winter. Terwijl in het café gebabbeld wordt over de koude en over ziektes, komt Boma binnen met goed nieuws. Hij heeft een brief gekregen van de koning uit  Soloto , ergens in Afrika. In de brief staat of de Kampioenen het daar willen komen opnemen tegen de plaatselijke ploeg. Enkele dagen later vertrekken de Kampioenen met het vliegtuig naar Afrika. Daar in een gehucht toegekomen rijden ze met een busje door naar Soloto, waar ze afgezet worden in een Belgisch Restaurant. De eigenaar blijkt BTW te zijn, een vriend van hen en later komen ze erachter dat deze ook de koning is. Hij heeft ruzie met de minnaar van zijn prinses en ze wilden dit uitvechten door een voetbalduel. Als de Kampioenen winnen, krijgt de minnaar de vrouw, als de plaatselijke ploeg wint, krijgt BTW de 
vrouw. De Kampioenen winnen en het blijkt dat het aantrekken van een blanke koning puur een commerciële bedoeling had om het toerisme wat te doen oplopen. Tot slot loop alles goed af.

## Hoofdpersonages
- Balthasar Boma
- Carmen Waterslaeghers
- Xavier Waterslaeghers
- Bieke Crucke
- Mark Vertongen
- Pascale De Backer
- Doortje Van Hoeck
- Pol De Tremmerie
- Fernand Costermans

## Gastrollen
- Bernard Theofiel Waterslaeghers (Koning Benzo Theodorus)
- Koningin N'beke Meervann'da
- Koning Nm'ozarella de Tweede
- Buba
- Sénilé

Zal 't gaan, ja? · Mijn gedacht! · Buziness is buziness · Vliegende dagschotels · 't Is niet waar, hé? · De dubbele dino's · Kampioen zijn is plezant! · Kampioenen op verplaatsing · Tournee Zénérale · De ontsnapping van Sinterklaas · Xavier in de puree · Het sehks-schandaal · De kampioenen maken een film · Oma Boma · De huilende hooligan · Bij Sjoeke en Sjoeke · Het geval Pascale · De simpele duif · Supermarkske · Supermarkske slaat terug · Kampioenen aan zee · Boma in de coma · De dader heeft het gedaan · De wereldkampioenen · Sergeant Carmen · Het spiedende oog · Vertongen en zoon · Man, man, man! · Stem voor mij! · Gebakken lucht · Kampioenen op wielen · De zeep-serie · Kampioenen in Afrika · Supermarkske op de bres · Agent Vertongen · De trouwpartij · Kampioenen op latten · Buffalo Boma · De vliegende reporter · De groene zwaan · Xavier gaat vreemd · De lastige kampioentjes · Boma in de wellness · De antieke antiquair · Alle hens aan dek  · Supermarkske op het slechte pad  · De schat van de Macboma's · De Jobhopper · De Kampioenen in het circus · 50 Kaarsjes... · Baby Vertongen · De nies van de neus · Don Padre Padrone · De rally van tante Eulalie · Paulientje op de dool · Miss Moeial · Carmen in het nieuw · Het geheim van de kampioentjes · De Afronaut · De erfenis van Maurice · De Kampioenen maken ambras · Oma Boma trainer · DDT doet weer mee · 20 jaar later · De Kampioenen in Pampanero · Kampioentjes verliefd · Supermarkske is weer fit · De pil van Pol · Vertongen Vampier · Fernand gaat trouwen · De verdwenen kampioenen · Xaverius De Grote · Komen vreten · Dolle Door · Hello poepa · De vinnige voetballer · Vijftig tinten paarsblauw · Dokter Jekyll en mister Vertongen · De kampioenen van de filmset · De Kampioentjes en het spookkasteel · De Kampioenen in Rio · Boma op de klippen · Op zoek naar Neroke · Supermarkske bakt ze bruin · De Corsicaanse connectie · De lotto-kampioen · DDT op het witte doek · De geniale djinn · Paniek in de Pussycat · De kampioentjes maken het bont · De malle mascotte · De pakjesoorlog · Supermarkske is weer proper · De tandartsassistente · Maurice de zwijger · Pol en Doortje gaan scheiden · Allemaal cinema! · Boma burgemeester · De nieuwe kolonel · Alles loopt in het honderd · De bucketlist van Xavier · Bibi Carmen · De kampioentjes en de kroonprins · Vrouwen aan de macht · Patatten en saucissen · De bronzen beker · Supermarkske en de 7 dwergen · De Kampioenen trappen door · De grimas van een paljas · De verjaardagstaart · Kampioenen aan het front · Boma in de val · Terug naar Splotsj · Ginette · Gespuis in huis · De knecht van tante Eulalie · De bal is rond · De strijd der titanen